# ريا فيربيرن
ريا فيربيرن هي لاعب كرة مضرب كندية، ولدت في 1890، وتوفيت في 1953.